# Spring Engine

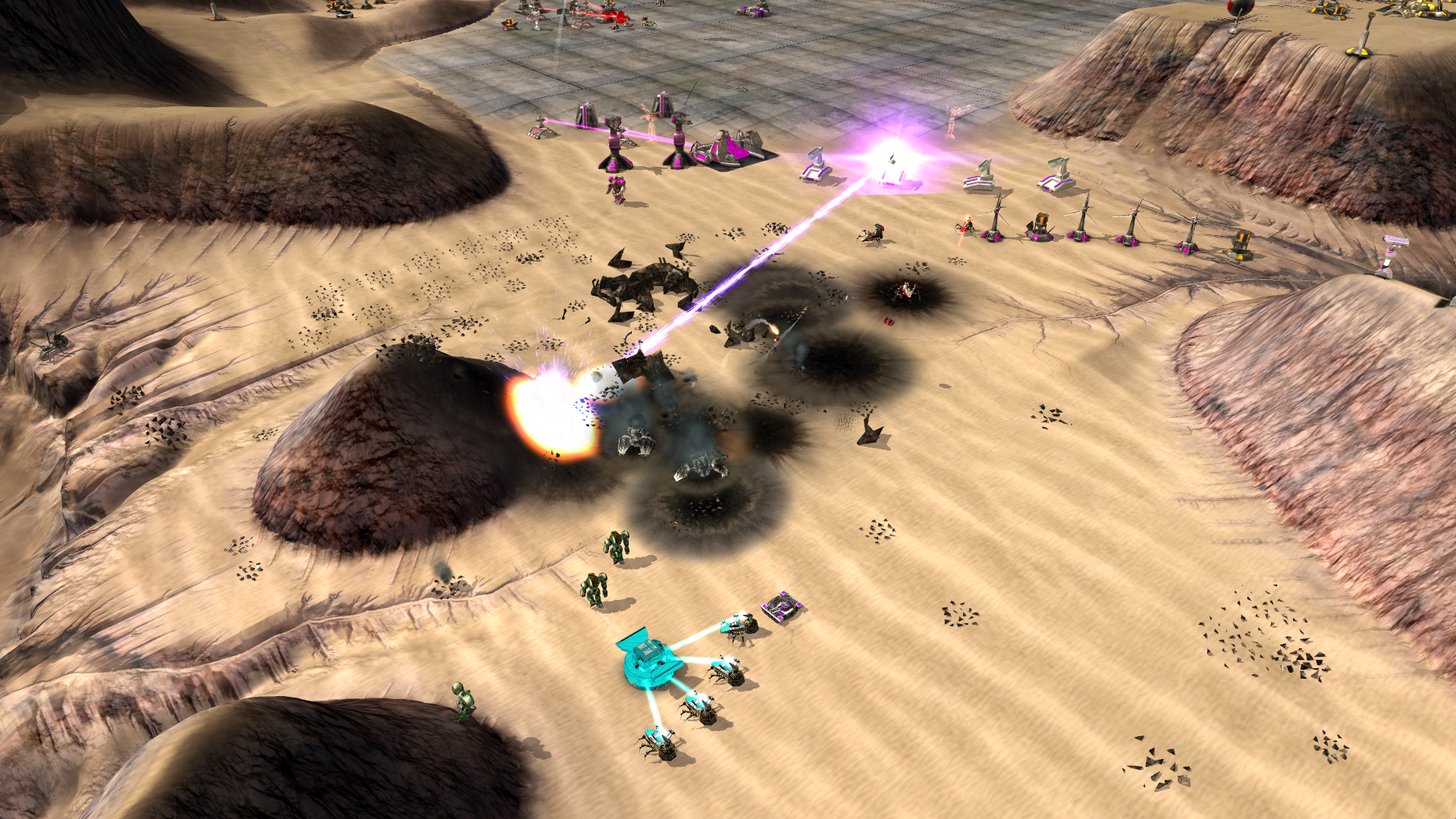
Obraz z gry Zero-K wykorzystującej silnik Spring Engine

Spring (dawniej znany jako TA Spring lub Total Annihilation: Spring) – w pełni trójwymiarowy silnik RTS, stworzonym przez grupę programistów znaną jako Swedish Yankspankers. Źródła gry są dostępne na licencji GPL, jednakże w standardowym instalatorze znajdują się materiały (głównie modele jednostek) wymagające posiadania oryginalnej kopii gry Total Annihilation (od niedawna dostępny jest także instalator pozbawiony tych materiałów). Na silniku gry rozwijane są przeważnie gry udostępniane za darmo.
Spring jest obecnie rozwijany przez Swedish Yankspankers i wspólnotę fanów tej gry. Początkowym celem programistów było stworzenie gry o możliwościach Total Annihilation (co niemal zostało ukończone), dalszymi zaś są rozwijanie gry przez dodawanie kolejnych możliwości proponowanych przez fanów. Spring wspiera głównie potyczki przez internet lub sieć lokalną, jednakże rozwijany jest też tryb gry offline (głównie przez tworzenie i udoskonalanie różnych SI).

## Kod źródłowy
Kod źródłowy Springa jest dostępny na licencji GNU GPL. Jest on napisany głównie w języku C++, z wyjątkiem klienta gry sieciowej napisanego w języku Delphi i serwera napisanego w Javie. Kod jest dokumentowany za pomocą programu Doxygen (większość kodu nie posiada porządnej dokumentacji). Do kodu źródłowego dołączone są pliki projektu dla różnych IDE.

## Wsparcie dla gier wieloosobowych
Spring jest tworzony do gier online. W pełni deterministyczna symulacja rozgrywki jest wykonywana na wszystkich komputerach graczy jednocześnie.

## Cechy
- Możliwość staczania ogromnych bitew dzięki możliwości posiadania do 5000 jednostek przez każdego gracza.
- Nieograniczone ilości zasobów.
- Możliwość gry na bardzo dużych mapach.
- W pełni trójwymiarowa kamera, możliwa do ustawienia w niemal dowolnej pozycji.
- Realistyczne trajektorie pocisków i rakiet.
- W pełni trójwymiarowa walka powietrzna.
- Deformowalny teren.
- Dynamiczne fale wywoływane przez okręty i eksplozje na powierzchni wody.
- Kompatybilność formatu jednostek ze stworzonymi dla gry Total Annihilation.
- Wiele jednostek zostało „remodelowanych”, dzięki czemu wyglądają lepiej od oryginału.
- Mnogość gier, map, skryptów wpływających na obsługę i działanie gry.
- Możliwość gry nawet do 250 graczy na jednej mapie.
- Możliwość gry w kooperacji z innymi graczami.

## Mody
Na silniku Spring powstało wiele gier, które urozmaicają rozgrywkę np.:
- Kernel Panic – modyfikacja ta przenosi nas w świat komputera, gdzie walczą ze sobą trzy stronnictwa:
  - System – jest to armia specjalizująca się w ciężkich broniach i potężnych maszynach.
  - Hacker – ta nacja nastawiona jest na defensywę dlatego podstawowa jednostka bug (z ang. usterka) może się zmieniać w stacjonarne działo dużego zasięgu.
  - Network (ang. internet) – armia ta specjalizuje w najprostszej taktyce świata tzn. hurtem, stadnie i gromadnie i jako jedyna posiada jednostkę powietrzną.
- Spring:1944 – gra przenosi nas na fronty drugiej wojny światowej, gdzie możemy objąć stanowisko generała armii angielskiej, francuskiej, niemieckiej i radzieckiej.
- Beyond All Reason

Powstało także kilkanaście gier mniej lub bardziej podobnych do Total Annihilation.

## Społeczność Springa
Wokół gry powstała niewielka społeczność, zrzeszająca głównie graczy w Total Annihilation. Na głównym serwerze gry zazwyczaj jest zalogowanych od 150 do 300 osób.